# AIK Fotbolls säsong 1914
AIK Fotbolls säsong 1914
1914 - SM
Omgång 1: AIK - Västermalms IF 2-1

Kvartsfinal: AIK - IFK Västerås 4-0

Semifinal: AIK - IFK Stockholm 1-0

Final: AIK - Hälsingborgs IF 7-2

AIK svenska mästare 1914
Wicanderska Skölden
Övriga omgångar: ?

Final: AIK - Djurgårdens IF ?-? (AIK-seger)

AIK segrare av Wicanderska Skölden 1914
DM
Övriga omgångar: ?

Final: AIK - Djurgårdens IF ?-? (AIK-seger)

AIK DM-mästare 1914
Svenska Serien (1913-1914)
| Pl | Lag            | Ma | V | O | F | GM | IM | P  |
| -- | -------------- | -- | - | - | - | -- | -- | -- |
| 1  | IFK Göteborg   | 10 | 8 | 1 | 1 | 37 | 11 | 17 |
| 2  | Örgryte IS     | 10 | 7 | 1 | 2 | 23 | 9  | 15 |
| 3  | Djurgårdens IF | 10 | 3 | 4 | 3 | 16 | 17 | 10 |
| 4  | AIK            | 10 | 4 | 1 | 5 | 17 | 27 | 9  |
| 5  | IFK Norrköping | 10 | 2 | 1 | 7 | 19 | 34 | 5  |
| 6  | IFK Uppsala    | 10 | 1 | 2 | 7 | 14 | 28 | 4  |

AIK:s matcher:

Djurgårdens IF - AIK 1-2

AIK - IFK Uppsala 2-1

AIK - IFK Norrköping 4-1

IFK Göteborg - AIK 6-1

Örgryte IS - AIK 5-1

AIK - IFK Göteborg 1-5

IFK Norrköping - AIK 3-2

AIK - Djurgårdens IF 2-2

AIK - Örgryte IS 0-2

IFK Uppsala - AIK 1-2